# Georg Olms Verlag

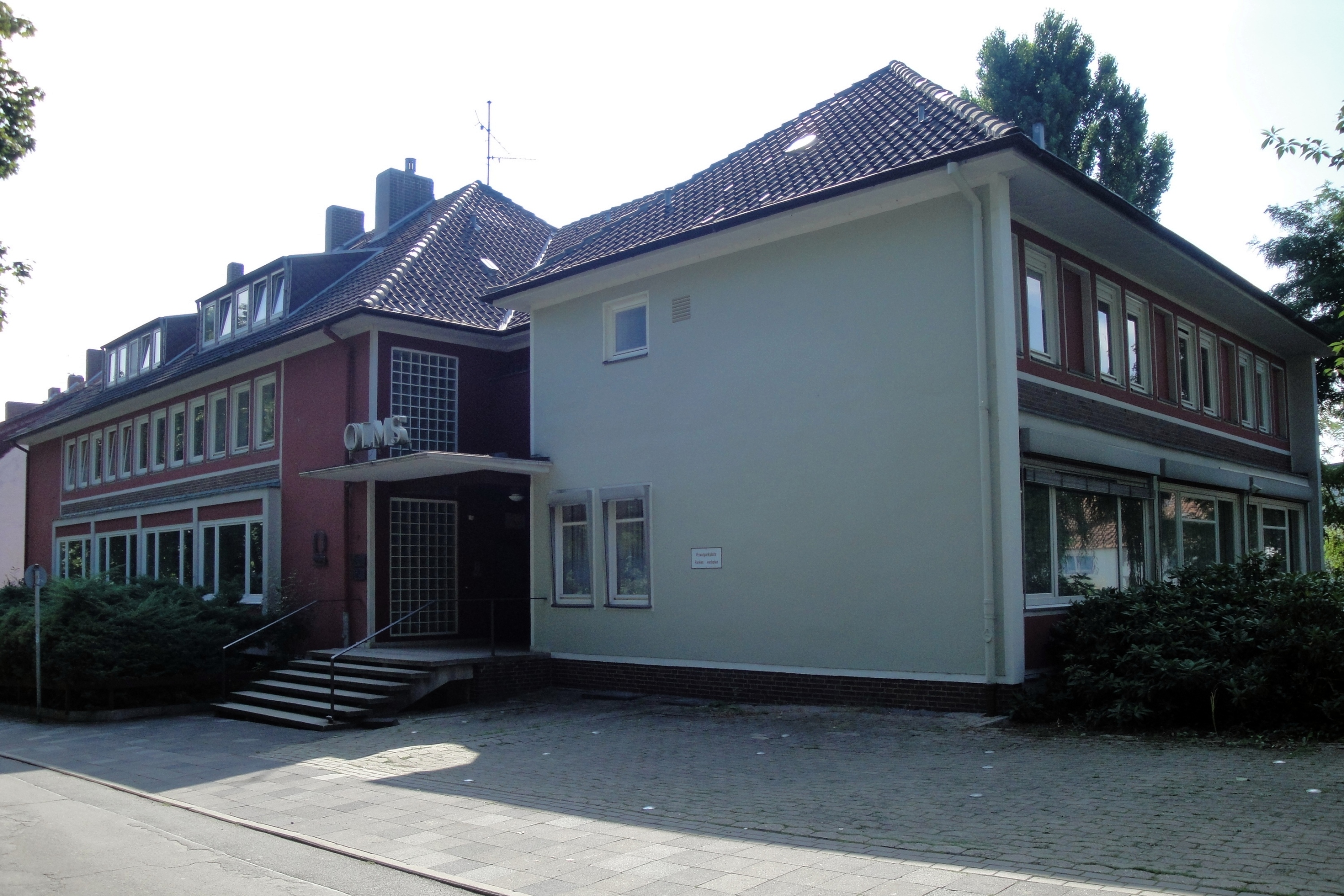
Georg Olms Verlag in Hildesheim (Foto: 2010)

Der Georg Olms Verlag ist ein ehemals in Hildesheim ansässiger Buchverlag mit Publikationen aus dem geisteswissenschaftlichen Bereich: Erstveröffentlichungen, E-Books, Reprints und Microfiches aus den Fachgebieten Altertumswissenschaft, Arabistik, Geschichte, Geschichte der Medizin und Naturwissenschaften, Hippologie, Jüdische Studien, Kultur- und Literaturwissenschaft, Kunstgeschichte, Musikwissenschaft, Neue Philologien, Orientalistik, Philosophie, Theologie und Religionswissenschaft. Seit 2023 gehört Georg Olms zur Nomos Verlagsgesellschaft und wird in dieser als Marke geführt.

## Geschichte
1886 eröffnete Hermann Olms in Hildesheim eine Buchhandlung. Vor der Wende zum 20. Jahrhundert wurde die Firma zu einem Verlagsunternehmen erweitert. Schulbücher, landwirtschaftliche Fachliteratur und heimatkundliche Werke bildeten das Verlagsprogramm.
Sein Sohn Georg, dem im „Dritten Reich“ buchhändlerische und verlegerische Tätigkeit aus politischen Gründen von der Reichsschrifttumskammer untersagt war, gründete am 1. November 1945 eine weitere Buchhandlung, die er 1953 seinem Sohn Walter Georg übergab. Dieser entwickelte daraus ein wissenschaftliches Antiquariat und gründete 1958 die Georg Olms Verlagsbuchhandlung, die er besonders auf reprographische Nachdrucke wissenschaftlicher Standardwerke ausrichtete. 1964 erwarb Walter Georg Olms die Verlage M. & H. Marcus (früher Breslau) und Academia Verlag, Prag.
Unter dem Namen Olms Presse erschienen ab 1969 Werke der Trivialliteratur, Märchen und Sagen, Hippologie, Filmgeschichte, Kochkunst und Versandhauskataloge. 1970 entstand eine Geschäftsstelle des Verlags in New York. Der Produktionsbereich III im Georg Olms Verlag, Olms Neue Medien, befasst sich seit 1971 mit Microfiche-, CD-ROM-Editionen und E-Books für Wissenschaftler, Bibliotheken und Institute.
Nach der 1973 erfolgten Gründung der Georg Olms Verlag GmbH und der 1980 Georg Olms AG in Zürich mit ihrer 1982 in Hildesheim gegründeten Niederlassung umfasst das Verlagsprogramm neben Erstveröffentlichungen auch Reprints wissenschaftlicher Literatur zu geisteswissenschaftlichen Fächern sowie zur Geschichte der Medizin, der Naturwissenschaften und Technik. Manfred Olms, ein Sohn von Walter Georg Olms, gründete 1977 die Edition Olms in Zürich mit dem Schwerpunkt auf Sachbüchern und Fotobänden.
1983 übernahm Walter Georg Olms die 1680 gegründete Weidmannsche Verlagsbuchhandlung, die als einer der ältesten geisteswissenschaftlichen Verlage gilt. Dietrich Olms, der jüngere Sohn von W. G. Olms übernahm 1991 die Bereiche Marketing, Vertrieb und Werbung. 2002 übernahm er zudem die Programmleitung.
Im März 2007 wurde das Internetportal OLMS ONLINE, das in Zusammenarbeit mit der Staats- und Universitätsbibliothek Göttingen entstand, in Leipzig der Öffentlichkeit vorgestellt. Mit den Messkatalogen (1594–1860) und 350 Bänden aus dem Reprintprogramm sind auch Werkausgaben der Brüder Grimm, von Johann Gottfried Herder und Christian Wolff digital verfügbar. 2013 wurde der Georg Olms Verlag mit dem Verlagspreis des Landes Niedersachsen ausgezeichnet.